# Cena za lidskost (britský seriál)
Cena za lidskost (v anglickém originále Being Human) je původní britský fantasy-hororový televizní seriál společnosti BBC Three. V letech 2008–2013 bylo v sedmi řadách odvysíláno celkem 37 epizod.

## Děj
Duch, upír a vlkodlak snažící se žít jako normální lidé.

## Postavy a obsazení

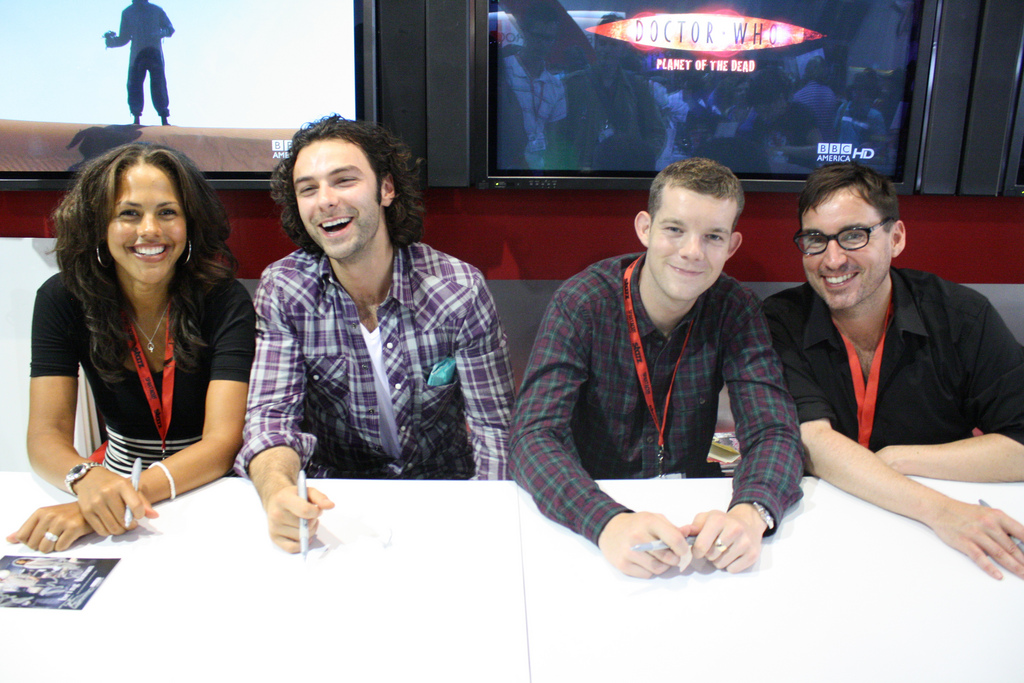
Lenora Crichlow, Aidan Turner, Russell Tovey & Toby Whithouse

| Herec           | Role           | Druh     | Poznámky    |
| --------------- | -------------- | -------- | ----------- |
| Aidan Turner    | John Mitchell  | upír     | hlavní role |
| Russell Tovey   | George Sands   | vlkodlak | hlavní role |
| Lenora Crichlow | Annie Sawyer   | duch     | hlavní role |
| Sinead Keenan   | Nina Pickering | vlkodlak | hlavní role |
| Damien Molony   | Hal Yorke      | upír     | hlavní role |
| Michael Socha   | Tom McNair     | vlkodlak | hlavní role |
| Kate Bracken    | Alex Millar    | duch     | hlavní role |